# Pivovar Litovel
Pivovar Litovel je pivovar ve městě Litovel. Výstav litovelského pivovaru činí zhruba 206 000 hl ročně. V litovelském pivovaru se vaří pivo od roku 1893. Od 1. října 2021 je pivovar vlastněn společností Pivovary CZ Group, a.s., která také sdružuje Pivovar Přerov a Pivovar Holba. 

## Historie

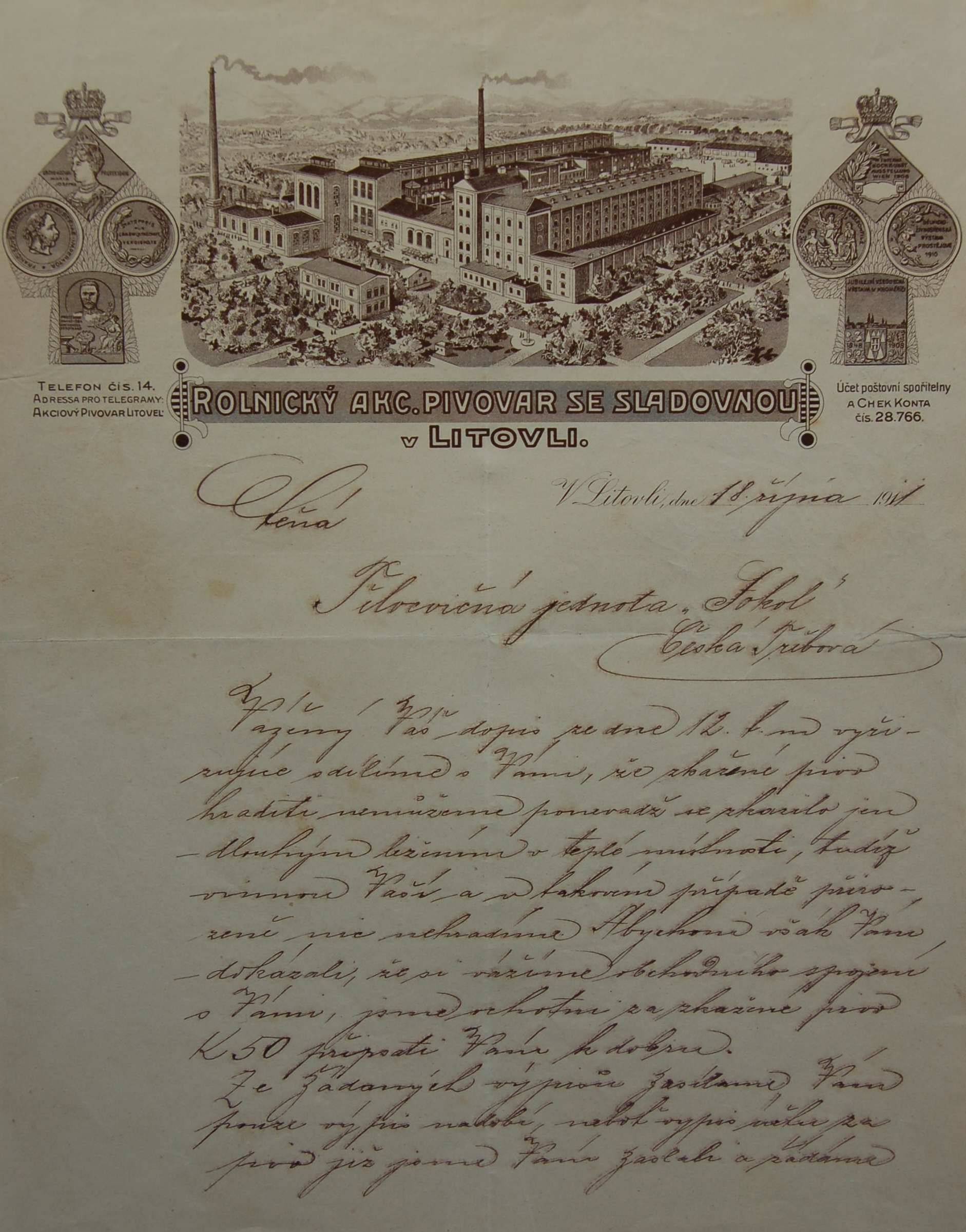
Hlavičkový papír pivovaru (r. 1910)

V městě Litovel se pivo vařilo už od roku 1291 kdy Václav II. udělil městu mílové právo. Od roku 1747 byl v Litovli provozován jeden společný pivovar, který byl v roce 1814 nahrazen novým Měšťanským pivovarem. Byl jako i město Litovel pod německou správou. Značka Litovel vznikla založením a otevřením ryze českého „Rolnického akciového pivovaru se sladovnou“ až 12. listopadu 1893. Pivovar získal v roce 1906 zlatou a bronzovou medaili na Mezinárodní gastronomické výstavě ve Vídni a v roce 1911 zlatou medaili v Brně na výstavě českých výrobků. V průběhu let byl pivovar několikrát modernizován. V roce 2003 došlo k modernizaci strojů, kdy pivovar uvedl do provozu hlavní kvasírnu s nerezovými káděmi a lepšími ovládacími prvky. Nejnovější investicí bylo pořízení propagačních stanic na kvasnice a dva kvasné tanky na svrchně kvašená piva.

## Současnost
Díky své kvalitě proniklo litovelské pivo za krátkou dobu po otevření pivovaru za hranice hanáckého regionu a v období První republiky se litovelskému pivu říkalo „moravská Plzeň“. O dobrý zvuk litovelského piva se ve své době přičinil i slavný zápasník Gustav Frištenský, jehož manželkou byla dcera zdejšího prvního sládka.
Královské pivo Litovel je značka piva, kterou se tento pivovar prezentuje na tuzemském i zahraničním trhu, má výjimečnou kvalitu, jež byla v minulosti i v posledním období několikrát vysoce oceněna odborníky z oboru pivovarnictví na nejprestižnějších výstavách a soutěžích.

## Produkty pivovaru
- Litovel Premium – světlý ležák alk. 5,0 %
- Litovel Moravan – světlé výčepní alk. 4,6 %
- Litovel Classic – světlé výčepní alk. 4,2 %
- Litovel Dark –  tmavé výčepní alk. 3,8 %
- Litovel Maestro – pivo s lavinovým efektem alk. 4,1 %
- Litovel Free – světlé nealkoholické alk. 0,5 %
- Litovel Premium Dark – tmavé výčepní alk 4,8%
- Litovel Gustav – polotmavý nefiltrovaný speciál alk 6,1%
- Litovel Václav – nefiltrovaý světlý ležák alk. 5,5%
- Litovel ALE –  svrchně kvašené polotmavé nefiltrované pivo alk. 5,5 %
- Litovel Sváteční speciál 13 – světlé silné pivo alk. 6,0 %
- Litovel Černý citron alko – míchaný nápoj z ležákového piva s příchutí citronu alk. 4,0 %
- Litovel Černý citron nealko – míchaný nápoj z nealkoholického piva z příchutí citrónu alk. 0,5 %
- Litovel Višňový ležák – ochucené světlé pivo s příchutí višní alk. 4,6 %
- Litovel Řezaný citron – míchaný polotmavý nápoj z nealko Černého citronu a nealko Litovel Free alk. 0,5 %
- Litovel Pomelo – míchaný nápoj z nealkoholického piva s příchutí alk. 0,5 %
- Litovel Pšeničné pivo – nefiltrované svrchně kvašené světlé pšeničné pivo alk. 4,7 %
- Litovel Kvasničák – světlé nefiltrované výčepní pivo alk. 4,6 %
- Litovel Granát – polotmavý nefiltrovaný ležák alk. 4,8 %
- Litovel Patrik – ochucené míchané pivo z nefiltrovaného ležáku alk. 4,6 %
- Litovel IPA – silné nefiltrované svrchně kvašené pivo alk. 6 %
- Litovel Svatomartinské pivo 13 – polotmavé silné alk. 6 %
- Litovel Josef 11,5 % – světlý ležák alk. 4,7 %
- Litovel Sváteční hořký ležák 11 – světlý ležák alk. 4,7 %
- Litovel Hasičská 11 – světlý ležák alk. 4,8 %
- Litovel Zimní ležák 12 – světlý nefiltrovaný ležák alk. 5,0 %
- Litovel Májový ležák 11,5 – světlý filtrovaný ležák

## Technologie
- Pivovar Litovel je jedním z mála českých pivovarů, který vaří pivo klasickou, tradiční cestou.[2] Nejenže používá k výrobě pouze prvotřídní suroviny, ale kontroluje veškeré výrobní operace od začátku až do konce. Nejpodstatnější však je, že dodržuje klasické výrobní postupy. Pivo se vaří osvědčeným a dobou prověřeným technologickým postupem, tzn. bez používání např. zřeďovací technologie HGB či umělého dosycování piva pomocí CO2.[3]

Pivovary s menším výstavem často kritizují velké nadnárodní koncerny, že používají nové technologie vaření piva, při kterých navaří várku na více stupňů a poté piva zřeďují na desítku či dvanáctku. Pro tato piva se zavedlo lehce pejorativní označení „europivo“. Nejen díky dodržování klasických výrobních postupů se produkce Pivovaru Litovel často umisťuje na předních místech pivních soutěží nejen v ČR.

## Získaná ocenění Pivovaru Litovel

### Rok 2023
- 1. místo Zlatý pohár PIVEX 2023 v kategorii kategorii ležáků za Litovel Josef 11,5 %
- 2. místo Zlatý pohár PIVEX 2023 v kategorii míchaných nealkoholických piv za Litovel Pomelo
- 3. místo Zlatý pohár PIVEX 2023 v kategorii míchaných nealkoholických piv za Litovel Řezaný citron
- 3. místo World Beer Awards 2023 Londýn za pivo Moravan
- 1. místo České pivo 2023 v kategorii výčepních piv za Litovel Moravan
- 2. místo České pivo 2023 v kategorii ležáků za Litovel Josef 11,5 %

### Rok 2022
- 2. místo České pivo 2022 v kategorii nealkoholických piv ochucených za Litovel Pomelo
- 3. místo České pivo 2022 v kategorii nealkoholických piv ochucených za Litovel Řezaný citron
- 2. místo World Beer Awards 2022 z Londýna za Litovel Premium Dark
- 3. místo World Beer Awards 2022 z Londýna za Litovel Weizenkönig
- 2. místo European Beer Star z Norimberku 2022 v kategorii Bohemian-style pale lager za Litovel Premium
- 1. místo Zlatý pohár PIVEX 2022 v kategorii míchaných nízkoalkoholických piv za Litovel Pomelo
- 2. místo Zlatý pohár PIVEX 2022 v kategorii tmavých piv za Litovel Premium Dark.
- 2. místo Pivovar Třicetiletí - Zlatý Superpohár PIVEX 1992-2022, nejčastěji oceňované značky piv z odborných degustací pod značkou PIVEX

### Rok 2011
- Stříbrná ČESKÁ PIVNÍ PEČEŤ 2011 z Tábora v kategorii světlých ležáků za Litovel Premium
- Stříbrná ČESKÁ PIVNÍ PEČEŤ 2011 z Tábora v kategorii tmavých výčepních piv za Litovel Dark

### Rok 2010
- Extra Zlatá ČESKÁ PIVNÍ PEČEŤ 2010 z Tábora v kategorii Extra Pivní pečeť za Litovel Premium
- Stříbrná ČESKÁ PIVNÍ PEČEŤ 2010 z Tábora v kategorii světlých ležáků za Litovel Premium
- Bronzová ČESKÁ PIVNÍ PEČEŤ 2010 z Tábora v kategorii tmavých výčepních piv za Litovel Dark
- Třetí místo PIVEX 2010 za nealkoholické pivo Litovel Free
- Bronzový titul ČESKÉ PIVO 2010 z Prahy v kategorii výčepních piv za Litovel Moravan
- Bronzový titul ČESKÉ PIVO 2010 z Prahy v kategorii nealkoholických piv za Litovel Free
- Zlatá medaile EVROPSKÁ PIVNÍ HVĚZDA z Norimberku 2010 za černý ležák určený na export

### Rok 2009
- Zlatá ČESKÁ PIVNÍ PEČEŤ 2009 z Tábora v kategorii nealkoholických piv za Litovel Free
- Zlatý pohár Pivex – Pivo 2009: Certifikát kvality v kategorii nealkoholických piv za Litovel Free
- Zlatý pohár Pivex – Pivo 2009: Certifikát kvality v kategorii světlý ležák za Litovel Premium
- Výrobek OK 2009 – ocenění pro litovelské pivo od Agrární komory ČR

### Rok 2008
- Zlatá ČESKÁ PIVNÍ PEČEŤ 2008 z Tábora v kategorii výčepních piv – Litovel Classic.
- Stříbrná ČESKÁ PIVNÍ PEČEŤ 2008 z Tábora v kategorii nealkoholických piv – Litovel Free
- Bronzová ČESKÁ PIVNÍ PEČEŤ 2008 z Tábora v kategorii ležáků – Litovel Premium
- Druhé místo PIVEX 2008 za nealkoholické pivo Litovel Free
- Druhé místo PIVEX 2008 za světlé pivo Litovel Premium

### Rok 2007
- Zlatý titul PIVO ČESKÉ REPUBLIKY 2007 z Českých Budějovic za Litovel Free
- Bronzový titul PIVO ČESKÉ REPUBLIKY 2007 z Českých Budějovic za Litovel Dark
- Zlatá ČESKÁ PIVNÍ PEČEŤ 2007 z Tábora v kategorii nealkoholických piv za Litovel Free
- Stříbrná ČESKÁ PIVNÍ PEČEŤ 2007 z Tábora v kategorii světlých ležáků za Litovel Premium
- Bronzová ČESKÁ PIVNÍ PEČEŤ 2007 z Tábora v kategorii nealkoholických piv za Litovel Pí Free
- První místo PIVEX 2007 v kategorii světlých výčepních piv za Litovel Moravan
- Druhé místo PIVEX 2007 v kategorii světlých ležáků za Litovel Premium
- Třetí místo PIVEX 2007 v kategorii světlých výčepních piv za Litovel Classic

### Rok 2006
- Zlatá ČESKÁ PIVNÍ PEČEŤ 2006 z Tábora v kategorii jedenáctistupňových piv – Litovel Pí 11%
- Stříbrná ČESKÁ PIVNÍ PEČEŤ 2006 z Tábora v kategorii speciálních piv – Litovel 13°
- Stříbrná ČESKÁ PIVNÍ PEČEŤ 2006 z Tábora v kategorii jedenáctistupňových piv – novinářská komise za Litovel Pí 11%
- Zlatý titul PIVO ČESKÉ REPUBLIKY 2006 z Českých Budějovic v kategorii nealkoholických piv
- Zlatý titul ČESKÉ PIVO 2006 z Prahy v kategorii ležáků za Litovel Premium
- Stříbrná medaile ze STOCKHOLM BEER FESTIVALU za Litovel Premium
- Bronzová medaile EVROPSKÁ PIVNÍ HVĚZDA z Norinberku 2006 za Litovel Premium

### Rok 2005
- Zlatá ČESKÁ PIVNÍ PEČEŤ 2005 z Tábora v kategorii tmavých piv – 10% Dark
- Zlatý titul PIVO ČESKÉ REPUBLIKY 2005 z Českých Budějovic za Pí-jedenáctka Litovel

### Rok 2004
- Stříbrná ČESKÁ PIVNÍ PEČEŤ 2004 z Tábora v kategorii tmavých piv
- Zlatý titul PIVO ČESKÉ REPUBLIKY 2004 z Českých Budějovic v kategorii nealkoholických piv

### Rok 2003
- První místo ČESKÁ PIVNÍ PEČEŤ 2003 v Táboře v kategorii nealkoholických světlých piv za Pí-Free Litovel
- Druhé místo ČESKÁ PIVNÍ PEČEŤ 2003 v Táboře v kategorii světlých výčepních piv za Pí-jedenáctka Litovel
- První místo Pivo České republiky 2003 v kategorii tmavé výčepní pivo za Královské pivo Litovel Classic Tmavé

### Rok 2002
- První místo ČESKÁ PIVNÍ PEČEŤ 2002 za světlé pivo Litovel Moravan
- Třetí místo ČESKÁ PIVNÍ PEČEŤ 2002 za světlé pivo Litovel Classic
- Druhé místo PIVEX 2002 za světlé pivo Litovel Premium

### Rok 2001
- První místo ČESKÁ PIVNÍ PEČEŤ 2001 v kategorii tmavé výčepní pivo za Královské pivo Litovel Classic Tmavé
- Třetí místo ČESKÁ PIVNÍ PEČEŤ 2001 v kategorii světlé výčepní pivo za Královské pivo Litovel Classic
- Třetí místo ČESKÁ PIVNÍ PEČEŤ 2001 v kategorii nealkoholické pivo za Královské pivo Litovel Free

### Rok 2000
- Bronzová ČESKÁ PIVNÍ PEČEŤ v Táboře 2000 v kategorii tmavé výčepní pivo za Litovel Dark
- Druhé místo Pivex 2000 v kategorii tmavé výčepní pivo za Královské pivo Litovel Classic tmavé
- Druhé místo Pivex 2000 v kategorii světlé výčepní pivo za Královské pivo Litovel Classic světlé

### Ocenění získaná před rokem 2000
- Třetí místo PIVEX 1999 za tmavé pivo – Královské pivo Litovel Classic tmavé
- Pivo České republiky ’99
- Zlatá ČESKÁ PIVNÍ PEČEŤ 1999 v Táboře za Královské pivo Litovel Classic tmavé
- Špičkový výrobek „Olima ’98“ za pivo Litovel Classic
- Třetí místo na Zlatém poháru PIVEX 1997 v kategorii 10° a 11° piva
- Cena českých sládků 1994
- 1. místo na celostátní anonymní degustaci 10° piva ve Výzkumném ústavu pivovarském a sladařském v Praze 1991
- 1. místo na republikové anonymní degustaci 11° piva na České zemědělské potravinářské inspekci  ČZPI v Praze 1990
- 1. místo na republikové anonymní degustaci 12° piva na ČZPI v Radiměři v roce 1989
- Zlatá medaile na Živnostenské výstavě v Užhorodu 1927
- Zlatá medaile na Výstavě české výroby v Brně z roku 1911
- Zlatá medaile na Mezinárodní gastronomické výstavě ve Vídni z roku 1906